# Pietro de Cristofaro
Pietro de Cristofaro (Napoli, 1º settembre 1900 – Mar Mediterraneo, 16 aprile 1941) è stato un militare italiano.

## Biografia
Pietro De Cristofaro nacque a Napoli nel 1900 ed entrò nell'Accademia navale di Livorno il 17 settembre 1914, uscendone il 14 settembre 1919 con il grado di guardiamarina in spe (durante la prima guerra mondiale fu imbarcato sull'incrociatore Flavio Gioia, impiegato come nave scuola).
Fu promosso sottotenente di vascello il 17 marzo 1921 e tenente di vascello tre anni più tardi; dopo una serie di imbarchi, il 27 agosto 1927 rimase gravemente ferito in un incidente aereo presso Fiume, mentre si trovava come osservatore su un idrovolante Savoia-Marchetti S.59 bis della 188ª Squadriglia da Ricognizione Marittima. Dopo la convalescenza, dal marzo 1928 all'aprile 1929 comandò il Distaccamento C.R.E.M. di Roma.
Dall'aprile 1929 al febbraio 1931 De Cristofaro fu Ufficiale d'ordinanza del Principe di Piemonte, entrando anche in grande confidenza; Comandò quindi il sommergibile Agostino Barbarigo per circa un anno e il 1º dicembre 1932, promosso capitano di corvetta, fu in successione comandante in 2^ del cacciatorpediniere Luca Tarigo e comandante della torpediniera Cortellazzo, ricoprendo anche, per breve tempo, la carica di comandante in seconda sul cacciatorpediniere Daniele Manin.
Fu assegnato all'ufficio del Capo di Stato Maggiore della Marina a Roma dal 18 settembre 1935 al 1º giugno 1937, dopo di che fu inviato a Tripoli ed assegnato al Comando Superiore Forze Armate del Nordafrica, permanendovi sino all'agosto 1938. Tornato in Italia (avendo già conseguito anzianità da capitano di fregata il 1º gennaio 1937), divenne comandante in seconda dell'incrociatore leggero Duca degli Abruzzi (uno dei più moderni della flotta) e poi, nel settembre 1939, fu aggregato al Comando della 5ª Squadra Aerea sempre a Tripoli.
Dal 1º novembre 1939 ritornò a bordo del cacciatorpediniere Luca Tarigo quale comandante, ruolo che deteneva ancora il 10 giugno 1940, quando l'Italia entrò nella seconda guerra mondiale. Nei primi dieci mesi del conflitto, de Cristofaro ed il Tarigo compirono numerose missioni di scorta a convogli tra l'Italia e la Libia, nonché di posa di mine nel Canale di Sicilia.
Il 13 aprile 1941 il Tarigo, insieme ai cacciatorpediniere Lampo e Baleno, salpò da Napoli per scortare a Tripoli un convoglio formato dai piroscafi Adana, Arta, Aegina, Iserlohn e Sabaudia (tutti tedeschi, tranne quest'ultimo) con truppe e rifornimenti per l'Afrika Korps. De Cristofaro era il caposcorta. Nelle prime ore del 16 aprile, al largo delle isole Kerkenna, il convoglio venne attaccato da quattro cacciatorpediniere britannici, guidati dal capitano di vascello Philip Mack. Lampo e Baleno, colti di sorpresa, furono messi fuori uso prima di poter reagire efficacemente; il Tarigo, rimasto solo, affrontò le navi britanniche cercando invano di difendere i mercantili del convoglio, ma fu a sua volta ridotto ad un relitto dal fuoco nemico, che amputò una gamba a De Cristofaro. Benché gravemente danneggiato, il Tarigo riuscì a colpire con un siluro il cacciatorpediniere britannico Mohawk, affondandolo. Poco dopo, il Tarigo affondò insieme alla maggior parte dell'equipaggio, compreso De Cristofaro. Alla sua memoria fu conferita la Medaglia d'Oro al Valor Militare.
La Marina Militare gli ha intitolato la corvetta capoclasse della Classe Pietro De Cristofaro.
Roma gli ha dedicato una strada nella zona degli Ammiragli e delle personalità della Marina.